# مواتو (تشاد)
مواتو هي محافظة فرعية التابعة لمحافظة دبابا التابعة لإقليم حجر لميس في تشاد. يخدم المنطقة مطار مواتو.